# Jardines de San José 1ra. y 2da. Sección
Jardines de San José 1ra. y 2da. Sección är en ort i Mexiko.   Den ligger i kommunen Querétaro och delstaten Querétaro Arteaga, i den centrala delen av landet, 190 km nordväst om huvudstaden Mexico City. Jardines de San José 1ra. y 2da. Sección ligger 2 011 meter över havet och antalet invånare är 331.
Terrängen runt Jardines de San José 1ra. y 2da. Sección är kuperad åt nordost, men åt sydväst är den platt. Runt Jardines de San José 1ra. y 2da. Sección är det tätbefolkat, med 849 invånare per kvadratkilometer. Närmaste större samhälle är Santiago de Querétaro, 6,8 km söder om Jardines de San José 1ra. y 2da. Sección. Runt Jardines de San José 1ra. y 2da. Sección är det i huvudsak tätbebyggt.